# Skutgrundet
Skutgrundet is een Zweeds eiland behorend tot de Lule-archipel. Het eiland ligt ten zuidwesten van Storbrändön. Het heeft geen oeververbinding en is onbebouwd. Het heeft wel een eigen meertje